# Shelbyville, Tennessee
Shelbyville är en stad i den amerikanska delstaten Tennessee med en yta av 48,2 km² och en folkmängd som uppgår till 20 335 invånare (2010). Shelbyville är administrativ huvudort i Bedford County.